# Milionia optabilis
Milionia optabilis är en fjärilsart som beskrevs av Jordan 1916. Milionia optabilis ingår i släktet Milionia och familjen mätare. Inga underarter finns listade i Catalogue of Life.